# Mario (film)
Mario est un film québécois réalisé par Jean Beaudin et sorti en 1984.

## Synopsis
Mario est un jeune garçon autiste et muet. Il a un grand frère de 18 ans, Simon, qu'il admire beaucoup. Un jour, une jeune fille vient perturber leur relation.

## Fiche technique
- Réalisation : Jean Beaudin
- Scénario :  Jean Beaudin, Arlette Dion, Jacques Paris
- Musique : François Dompierre
- Photographie : Pierre Mignot, Thomas Vámos
- Montage : Werner Nold
- Durée : 98 minutes
- Date de sortie : 1984

## Distribution
- Xavier Norman Petermann : Mario
- Francis Reddy : Simon
- Nathalie Chalifour : Hélène
- Jacques Godin : le père
- Muriel Dutil : la mère
- Claire Pimparé : travailleuse sociale
- Christiane Breton : réceptionniste
- Marcel Sabourin : thérapeute
- Michel Gauthier : partenaire du père
- Jonathan Painchaud : Denis

## Production
Le film a été tourné aux îles de la Madeleine.

## Autour du film
Mario est une adaptation du roman La Sablière de Claude Jasmin publié en 1979.  Beaudin et ses scénaristes prennent beaucoup de libertés avec le roman dont ils s’inspirent, notamment en changeant le nom de certains personnages et en déplaçant l’action d’Oka aux Iles de la Madeleine.
Le film marque une nouvelle collaboration entre Beaudin et le directeur photo Pierre Mignot, après notamment J.A. Martin photographe et Cordélia.  Le tournage a lieu aux Iles de la Madeleine au cours de l’été 1983.  Mario est présenté en première mondiale dans le cadre de la compétition officielle du Festival des films du monde de Montréal en septembre 1984. Il ne figure pas au palmarès, mais reçoit tout de même un accueil très chaleureux.
Au gala des Prix Génie de 1985, Mario récolte sept nominations dont celles du meilleur film et du meilleur acteur, pour le jeune Xavier Norman Petermann.  C'est le long-métrage Un printemps sous la neige, de Daniel Petrie, qui remporte le trophée du meilleur film. Mario, de son côté, reçoit trois prix : direction photo, son et musique.
Au cours des années 2000, Beaudin retournera aux Iles de la Madeleine pour y tourner ce qui sera son dernier film, le polar psychologique Sans elle.

## Distinctions

### Récompenses
- Prix Génie 1985 :
  - Meilleure photographie pour Pierre Mignot
  - Meilleure trame musicale pour François Dompierre
  - Meilleur son pour Bruce Nyznik, Richard Besse et Hans Peter Strobl

### Nominations
- Prix Génie 1985 :
  - Meilleur film
  - Meillleur acteur dans un rôle principal pour Xavier Norman Petermann
  - Meilleure direction artistique pour Denis Boucher
  - Meilleur montage sonore pour David Evans et Wayne Griffin